# Kurkisaari (ö i Södra Savolax, Nyslott, lat 61,70, long 28,31)
Kurkisaari är en ö i Finland. Den ligger i sjön Saajuu och Palovesi och i kommunen Sulkava i den ekonomiska regionen  Nyslotts ekonomiska region  och landskapet Södra Savolax, i den södra delen av landet, 250 km nordost om huvudstaden Helsingfors. Öns area är 4,3 hektar och dess största längd är 330 meter i nord-sydlig riktning.